# Korea Open 2001
Die Korea Open 2001 im Badminton fanden vom 9. bis zum 14. Januar 2001 im Hanra Gymnasium in Jeju-si statt. Das Preisgeld betrug 250.000 US-Dollar. Es war die 11. Auflage der Korea Open. Hauptsponsor des Turniers war Samsung. Das Turnier hatte einen Sechs-Sterne-Status im World Badminton Grand Prix. 250 Spieler aus 15 Ländern nahmen am Turnier teil, welches von KBS und Asia Plus im Fernsehen übertragen wurde.

## Sieger und Platzierte
| Disziplin    | Gold                       | Silber                      | Bronze                       |
| ------------ | -------------------------- | --------------------------- | ---------------------------- |
| Herreneinzel | Peter Gade                 | Xiao Hui                    | Lee Hyun-il                  |
| Herreneinzel | Peter Gade                 | Xiao Hui                    | Xia Xuanze                   |
| Dameneinzel  | Camilla Martin             | Kim Ji-hyun                 | Xie Xingfang                 |
| Dameneinzel  | Camilla Martin             | Kim Ji-hyun                 | Zeng Yaqiong                 |
| Herrendoppel | Ha Tae-kwon Kim Dong-moon  | Lee Dong-soo Yoo Yong-sung  | Jim Laugesen Michael Søgaard |
| Herrendoppel | Ha Tae-kwon Kim Dong-moon  | Lee Dong-soo Yoo Yong-sung  | Jens Eriksen Jesper Larsen   |
| Damendoppel  | Huang Nanyan Yang Wei      | Kim Kyeung-ran Ra Kyung-min | Chung Jae-hee Lee Kyung-won  |
| Damendoppel  | Huang Nanyan Yang Wei      | Kim Kyeung-ran Ra Kyung-min | Lee Hyo-jung Yim Kyung-jin   |
| Mixed        | Kim Dong-moon Ra Kyung-min | Zhang Jun Gao Ling          | Ha Tae-kwon Chung Jae-hee    |
| Mixed        | Kim Dong-moon Ra Kyung-min | Zhang Jun Gao Ling          | Michael Søgaard Rikke Olsen  |

## Finalergebnisse
| Disziplin    | Sieger                     | Finalist                    | Ergebnis          |
| ------------ | -------------------------- | --------------------------- | ----------------- |
| Herreneinzel | Peter Gade                 | Xiao Hui                    | 15-7, 15-6        |
| Dameneinzel  | Camilla Martin             | Kim Ji-hyun                 | 11-7, 8-11, 13-10 |
| Herrendoppel | Ha Tae-kwon Kim Dong-moon  | Lee Dong-soo Yoo Yong-sung  | 15-9, 15-4        |
| Damendoppel  | Huang Nanyan Yang Wei      | Ra Kyung-min Kim Kyeung-ran | 15-13, 15-10      |
| Mixed        | Kim Dong-moon Ra Kyung-min | Zhang Jun Gao Ling          | 15-8, 15-11       |